# Rantasalmi
Rantasalmi est une municipalité de l'Est de la Finlande, dans la région de Savonie du Sud et la province de Finlande orientale.

## Géographie
La municipalité est littéralement couverte de lacs. Ceux-ci représentent pas moins de 39 % de la superficie totale de la commune. Le plus grand lac est le Haukivesi, bordant la commune au nord et à l'est. La plupart des petites îles appartiennent au parc national de Linnansaari. Le reste de la commune est très majoritairement couvert de forêts.
Le village centre concentre un peu plus de la moitié de la population. Il est situé pratiquement à équidistance des villes de Varkaus (43 km) et Savonlinna (44 km).
Rantasalmi est traversé par la nationale 14.
Les municipalités voisines sont Savonlinna à l'est, Sulkava au sud, Juva au sud-ouest, Joroinen à l'ouest et enfin Varkaus au nord (Savonie du Nord, au-delà des lacs).

### Conseil municipal
Les sièges des 19 conseillers municipaux sont répartis comme suit:
| Parti     | Parti                              | Sièges 2021–2025 |
| --------- | ---------------------------------- | ---------------- |
|           | Parti social-démocrate de Finlande | 3                |
|           | Vrais Finlandais                   | 2                |
|           | Parti de la Coalition nationale    | 2                |
|           | Parti du centre                    | 10               |
|           | Ligue verte                        | 0                |
|           | Alliance de gauche                 | 1                |
|           | Chrétiens-démocrates               | 1                |
| Sources : |                                    |                  |

### Subdivisions administratives
Les villages de Rantasalmi sont: Ahvensalmi, Asikkala, Haapaniemi, Haapataipale, Hiismäki, Hiltula, Ihamaniemi, Joutsenmäki, Kolkontaipale, Lahdenkylä, Mielojärvi, Osikonmäki, Parkumäki, Peltue, Pirilä, Porosalmi, Puikonniemi, Putkisalo, Rantasalo, Reijola, Repomäki, Ritalahti, Riuttanen, Tammenlahti, Tiemassaari, Torasalo, Tornioniemi, Tuusmäki, Vaahersalo, Voinsalmi

## Démographie
Depuis 1980, l'évolution démographique de Rantasalmi est la suivante, :
| Année      | 1980  | 1985  | 1990  | 1995  | 2000  | 2005  |
| ---------- | ----- | ----- | ----- | ----- | ----- | ----- |
| population | 5 473 | 5 289 | 5 191 | 4 908 | 4 587 | 4 371 |

| Année      | 2010  | 2015  | 2020  |
| ---------- | ----- | ----- | ----- |
| population | 3 996 | 3 795 | 3 425 |

## Histoire
La paroisse est fondée en 1578 à partir de la grande paroisse de Sääminki. En 1781, la première école d'officier de Finlande, fondée deux ans auparavant, s'y installe. Cette   Haapaniemen Kadettikoulu fonctionne jusqu'en 1819, formant en tout 210 officiers.
Le XXe siècle commence avec la construction d'une église en pierre par Josef Stenbäck (1904). La deuxième moitié du siècle marque par contre un violent déclin, avec un exode rural massif entraînant une chute de 53 % de la population de 1957 à 2007. Le déclin est aujourd'hui loin d'être enrayé, la commune peinant à diversifier son économie au-delà des activités liées à l'exploitation de la forêt.

## Transport
Rantasalmi est reliée par la seututie 477 à Outokumpu, par la seututie 464 à Joroinen et par la seututie 467 à Rantasalmi.

## Personnalités
Rantasalmi est la commune de naissance de l'architecte Eliel Saarinen.

## Galerie

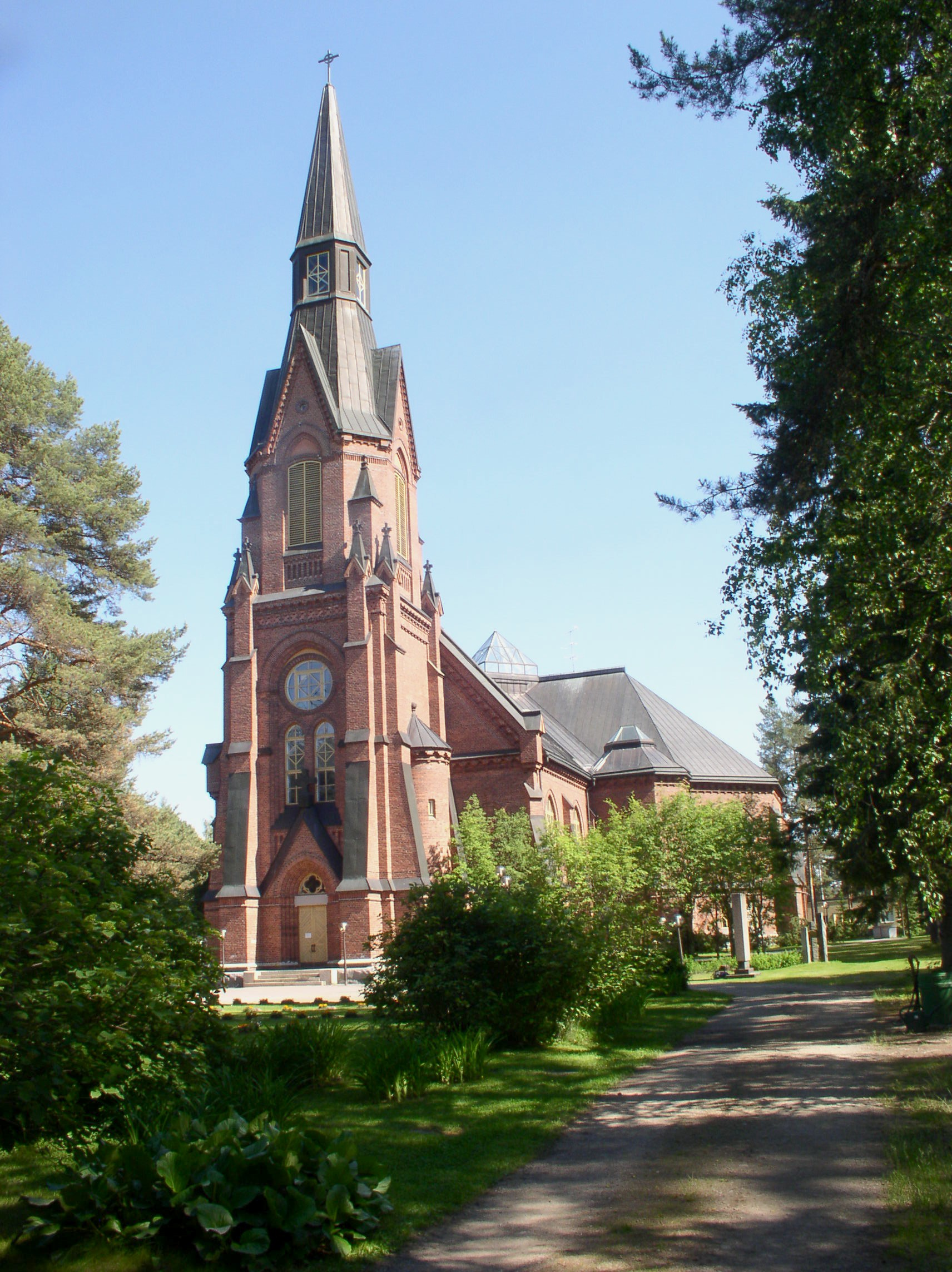
Église de Rantasalmi
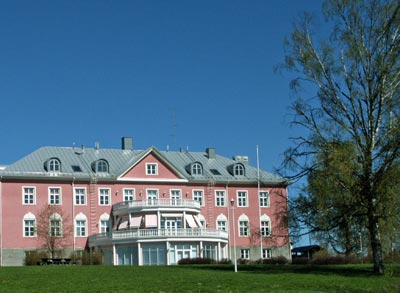
Hôtel Ruusuhovi
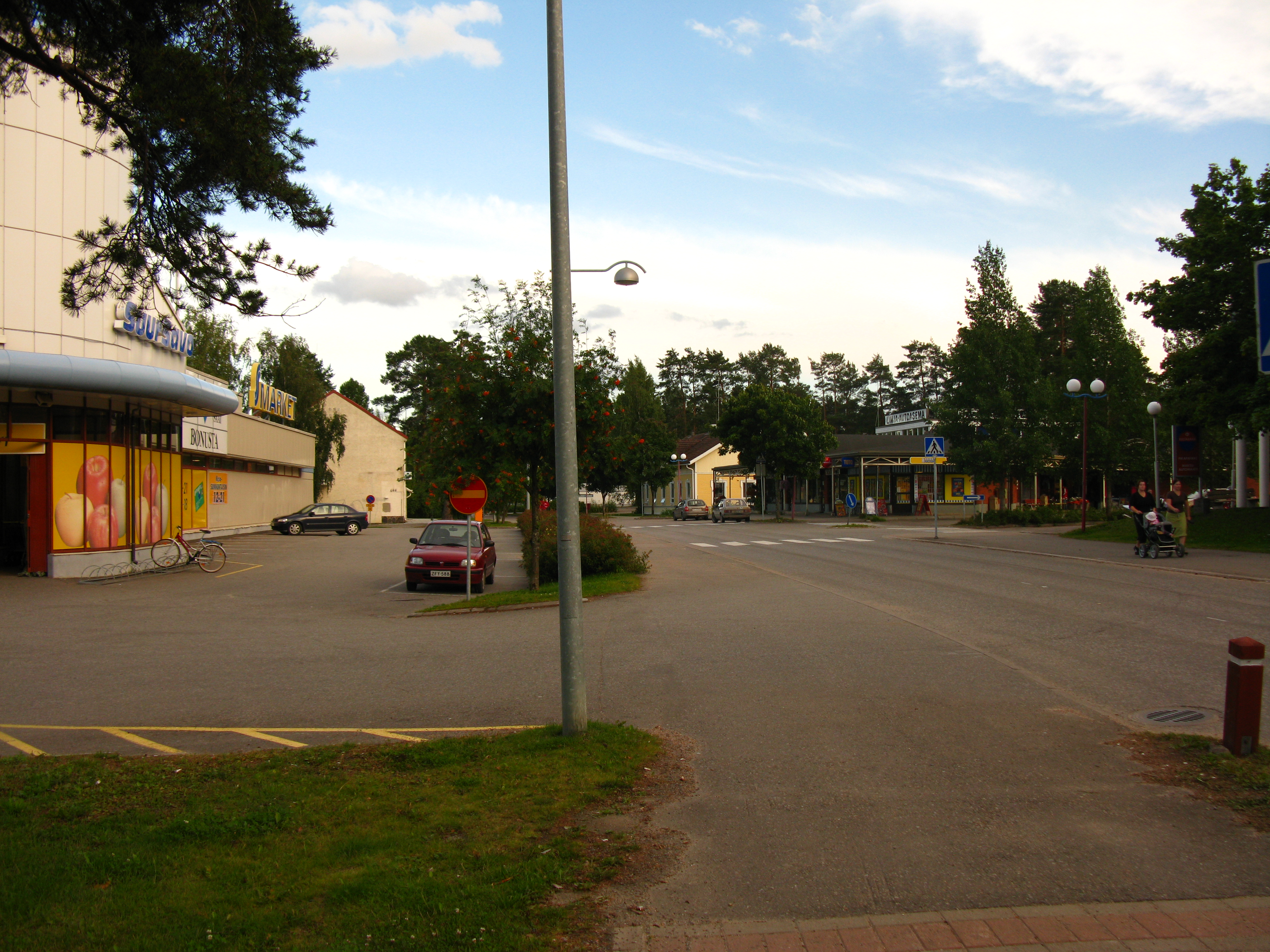
Centre de Rantasalmi
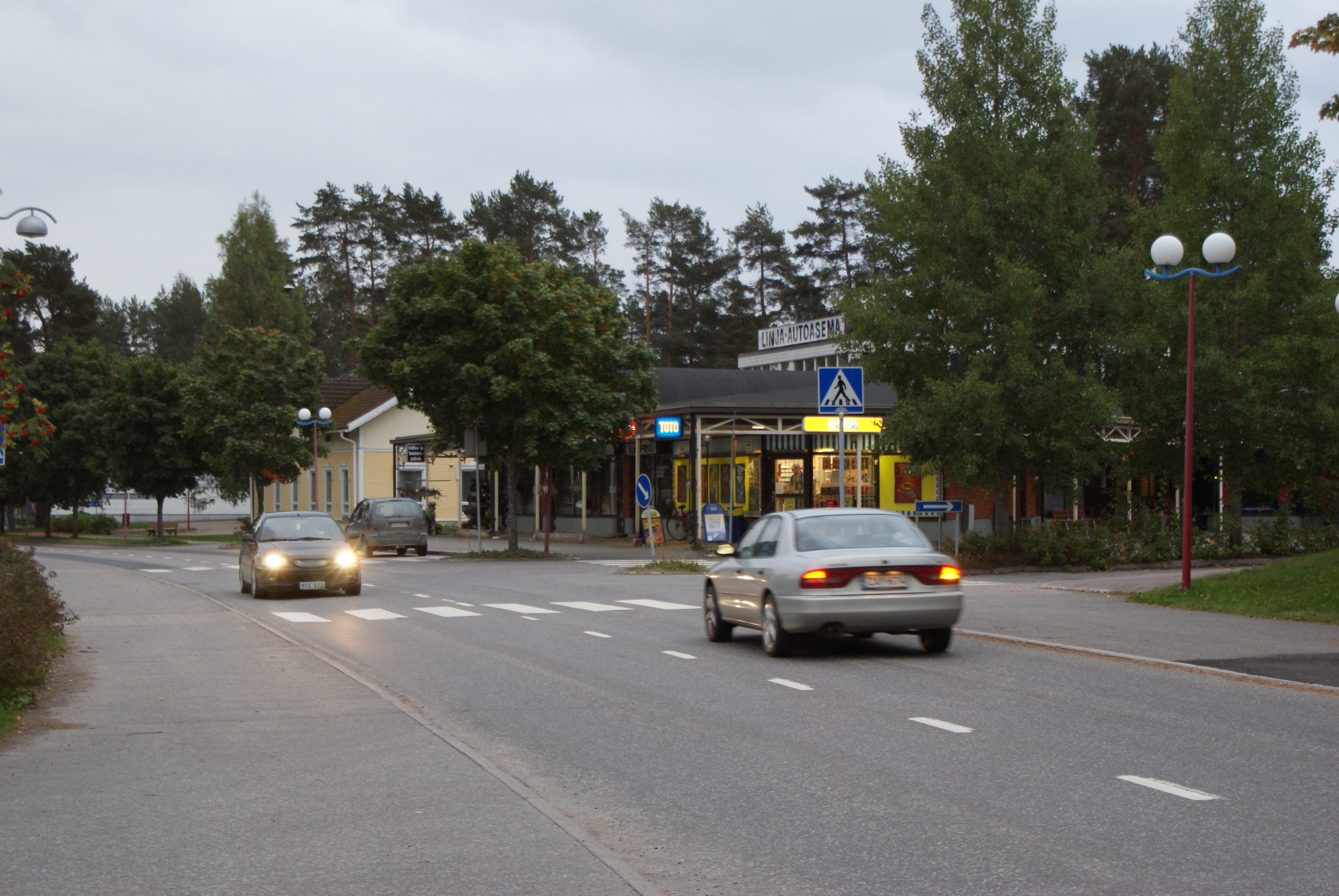
Rue Kylätie.
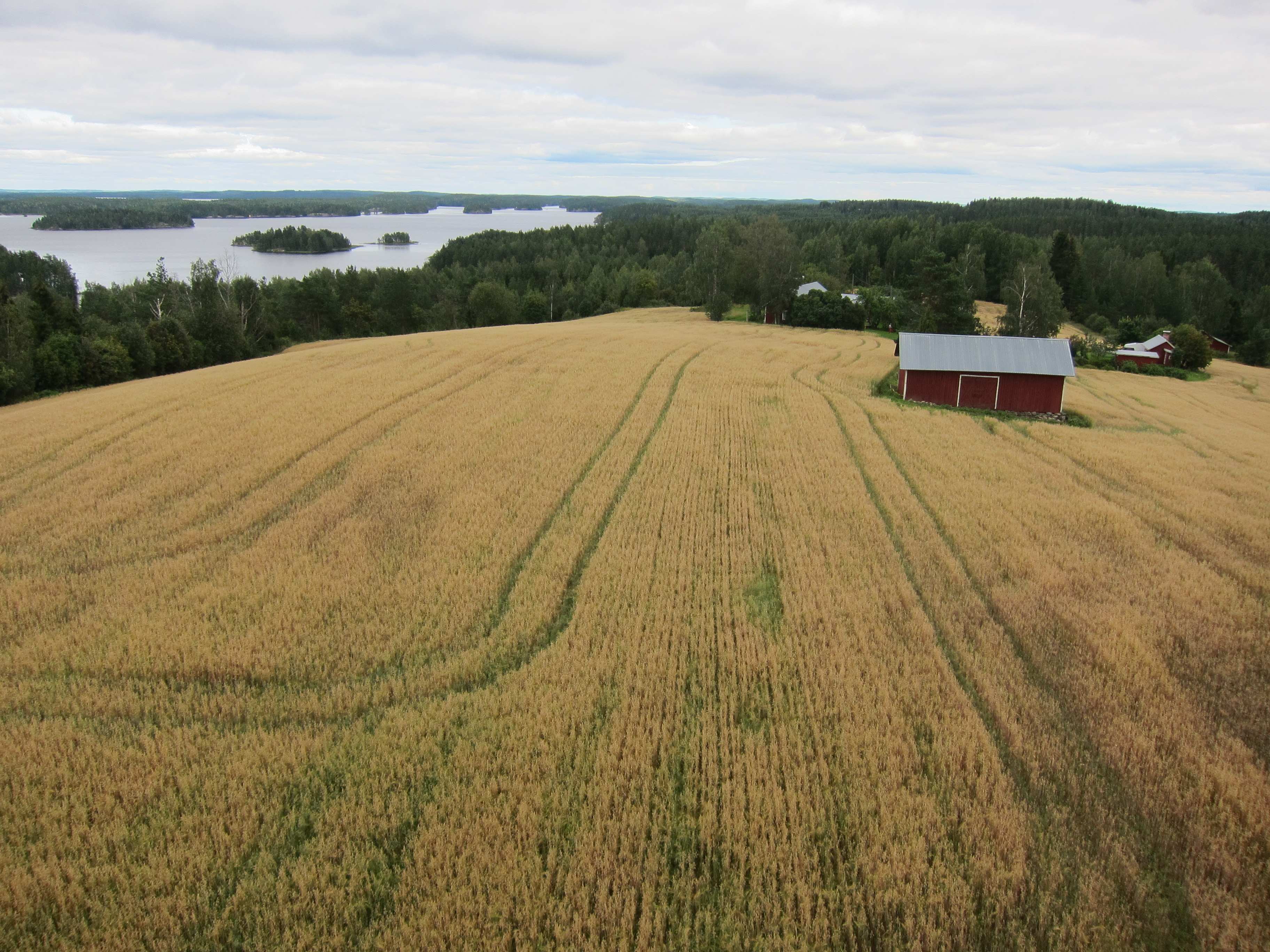
Vue de la tour d'observation de Repomäki